# Красный Мост (Великотопальское сельское поселение)
Красный Мост — поселок в Клинцовском районе Брянской области, в составе Великотопальского сельского поселения.

## География
Находится в западной части Брянской области на расстоянии приблизительно 23 км на юг по прямой от железнодорожного вокзала станции Клинцы.

## История
Известен с 1920-х годов. На карте 1941 года отмечен как поселение с 63 дворами.

## Население
Численность населения: 210 человек (1926), 57 человек (2002), 40 человек (2010), 31 человек (2013).
Будет упразднен как фактически не существующий в связи с переселением всех жителей на постоянное место жительства в другие населённые пункты.